# Dáire Doimthech
Dáire Doimthech, alias Dáire Sírchréchtach, hijo de Sithbolg, fue un rey legendario de Tara y Rey Supremo de Irlanda, y antepasado epónimo de los proto históricos Dáirine de Irlanda y de los históricos Corcu Loígde de Munster. Fue padre de Lugaid Loígde (del que descienden los Corcu Loígde), antepasado de Lugaid Mac Con. El Scéla Mosauluim, se refiere a Dáire Doimthech como uno de los cinco reyes de Tara de Munster, o alternativamente como uno de los cinco Dáires que reinaron en Tara.
Casi con seguridad era el mismo personaje que Dáire mac Dedad (hijo de Deda mac Sin), padre de Cú Roí, aunque las tradiciones sobre él parecen haber divergido desde antiguo, siguiendo caminos regionales. Los eruditos medievales eran conscientes sabían que ambos eran considerados antepasados de los Dáirine. De hecho en un manuscrito en el que aparece como Dairi Sirchrechtaig, es listado como padre de Cú Roí, y a través de él, como antepasado de Fiatach Finn, antepasado de los Dál Fiatach del Úlster. T. F. O'Rahilly veía incluso menos diferencia entre ambas figuras, declarando que "Cú Roí y Dáire son en última instancia uno y el mismo".
Eochaid Étgudach, Rey Supremo de Irlanda, fue otro de sus hijos, aparentemente desubicado cronológicamente por los estudiosos medievales.
Probablemente aparece como Dáire Drechlethan en el Baile Chuinn Chétchathaig.

## Reinado
Pese a su importancia como figura ancestral, se conserva poca información sobre su reinado. No obstante, parece haber sido recordado como fuerte, y en esta forma es típico en las leyendas Dáirinetal como fueron retratados por historiadores y narradores posteriores.